# Lumbrineris eugeniae
Lumbrineris eugeniae är en ringmaskart som beskrevs av Fauchald 1970. Lumbrineris eugeniae ingår i släktet Lumbrineris och familjen Lumbrineridae. Inga underarter finns listade i Catalogue of Life.